# Питер Паркер (Новый Человек-паук)
Пи́тер Бе́нджамин Па́ркер (англ. Peter Benjamin Parker), также известный как Челове́к-пау́к (англ. Spider-Man) — главный герой серии фильмов «Новый Человек-паук» (2012—2014) Марка Уэбба. Адаптирован по одноимённому супергерою комиксов Marvel Comics, созданному Стэном Ли и Стивом Дитко. Роль исполнил англо-американский киноактёр Эндрю Гарфилд. Питер Паркер фигурирует в фильмах «Новый Человек-паук» (2012) и «Новый Человек-паук: Высокое напряжение» (2014), а также является второстепенным персонажем в фильме «Человек-паук: Нет пути домой» (2021), действие которого разворачивается в медиафраншизе «Кинематографическая вселенная Marvel» (КВМ).
Версия персонажа Гарфилда является преемником версии Питера Паркера, роль которого исполнил Тоби Магуайр в трилогии «Человек-паук» Сэма Рэйми (2002—2007), и предшественником версии Питера Паркера, роль которого исполняет Том Холланд в КВМ (с 2016); обе версии Человека-паука появились вместе с Гарфилдом в «Нет пути домой». Чтобы отличить себя от двух других версий, ему дали прозвище «Пи́тер-3» (англ. Peter-Three), а на сайте Marvel.com он назван Удиви́тельным Челове́ком-пауко́м (англ. The Amazing Spider-Man). В сценарии Криса Маккенны и Эрика Соммерса он назван Пи́тером вселе́нной Уэ́бба (англ. Webb-verse Peter) и Челове́ком-пауко́м вселе́нной Уэ́бба (англ. Webb-verse Spider-Man).
По сравнению с Человеком-пауком из предыдущей серии фильмов Рэйми, у этой версии Человека-паука есть некоторые тонкие различия в личности, как например то, что он скорее является охваченным тоской одиночкой, и два фильма направлены на то, чтобы показать больше личной жизни Паркера и его мотивы стать Человеком-пауком более реалистично. Несмотря на неоднозначные отзывы о серии фильмов «Новый Человек-паук», Гарфилд получил широкую похвалу от критиков.

## Разработка и реализация

### Предыдущие фильмы и перезапуск Человека-паука
Питер Паркер, также известный как Человек-паук, впервые появился в комиксе-антологии «Amazing Fantasy» #15 (авг. 1962) во время Серебряного века комиксов, позже став одним из самых популярных супергероев Marvel Comics и получив свою собственную серию комиксов, «The Amazing Spider-Man». В итоге он много раз был адаптирован для кино и телевидения. До выхода фильма 2012 года «Новый Человек-паук», роль Человека-паука в предыдущей крупнобюджетной серии фильмов исполнил Тоби Магуайр, и с ним Columbia Pictures выпустила три фильма: «Человек-паук», «Человек-паук 2» и «Человек-паук 3», которые были выпущены в период с 2002 по 2007 год.
После выхода фильма «Человек-паук 3», Sony Pictures Entertainment объявило, что датой выхода следующего фильма Сэма Рэйми будет 5 мая 2011 года. К этому времени сценаристы Джеймс Вандербилт, Дэвид Линдси-Эбер и Гэри Росс написали отвергнутые версии сценария, а муж продюсера Лоры Зискин, Элвин Сарджент, который написал сценарии ко второму и третьему фильму, работал над ещё одним вариантом сценария. Рэйми хотел, чтобы роль следующего злодея исполнил Джон Малкович. Однако 11 января 2010 года Columbia Pictures и Marvel Studios объявили, что вместо продолжения предыдущей саги они перезагрузят серию с новым актёрским составом и съёмочной группой. Из отчётов индустрии утверждалось, что Рэйми признал, что он мог уложиться в запланированную дату выхода фильма и сохранить творческую целостность. Ави Арад, Мэтт Толмак и Зискин остались в качестве продюсеров.
Через несколько дней после объявления об уходе Рэйми, студия объявила, что Марк Уэбб, чей предыдущий фильм «500 дней лета» был его режиссёрским дебютом, станет режиссёром перезапуска. Толмак, тогдашний президент Columbia Pictures, и Эми Паскаль, сопредседатель Sony Pictures Entertainment, заявили, что они искали режиссёра, который мог бы дать чёткое представление о жизни Паркера. Уэбб сказал, что он «сначала был немного скептично настроен — вы чувствуете присутствие этих других фильмов. Но потом я подумал: „Как я могу уйти от этого? Какая возможность!“». Уэбб сказал в пресс-релизе, объявляющем его, что «виртуозная визуализация Человека-паука Сэмом Рэйми — это смиряющий прецедент, которому нужно следовать и на котором можно строить. Первые три фильма любимы всеми не просто так. Но я думаю, что мифология Человека-паука превосходит не только поколения, но и режиссёров. Я подписываюсь не на то, чтобы „брать на себя обязанности“ Сэма. Это было бы невозможно. Не говоря уже высокомерно. Я здесь, потому что есть возможность для идей и историй, которые добавят новое измерение, холст и творческий голос Человеку-пауку». Уэбб чувствовал, что Человек-паук отличается от франшизы «Гарри Поттер», которая основана на нескольких романах, и «больше похож на Джеймса Бонда», потому что «в Человеке-пауке так много материала, так много историй и так много персонажей». Он описал фильм как «не ремейк», объяснив, что «мы не будем снова снимать фильм Сэма Рэйми. Это другая вселенная и другая история с другими персонажами».

### Кастинг

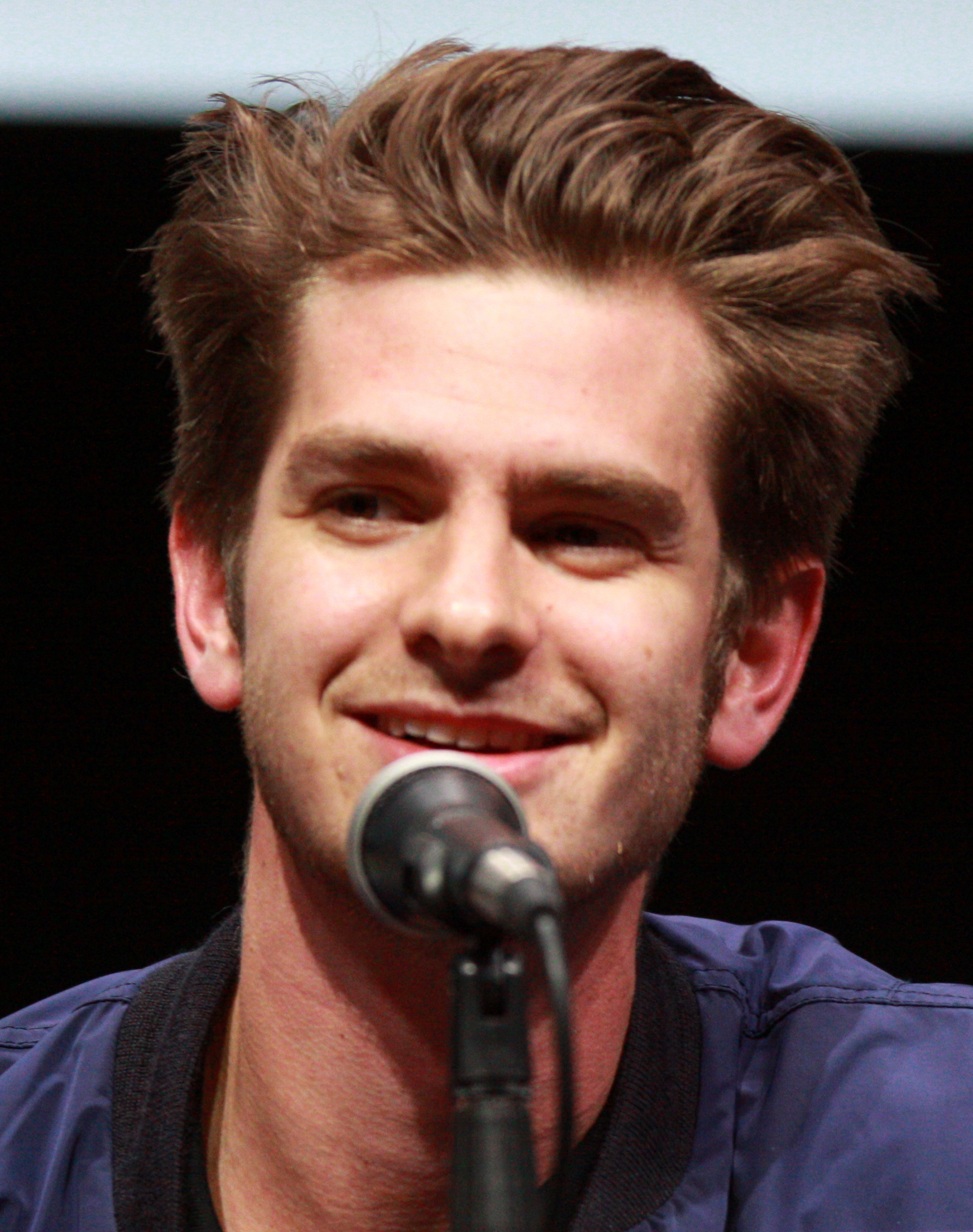
Эндрю Гарфилд исполнял роль Питера Паркера / Человека-паука в серии фильмов Марка Уэбба

1 июля 2010 года было объявлено, что британо-американский актёр Эндрю Гарфилд получил роль Питера Паркера / Человека-паука в фильме 2012 года и его продолжении, обойдя других актёров на роль, таких как Джейми Белл, Олден Эренрайк, Фрэнк Диллэйн и Джош Хатчерсон. Уэбб заявил, что знал, что Гарфилд был подходящим актёром на роль после того, как он снял его в ролике, где он ел чизбургер и пытался успокоить Гвен Стейси. По поводу принятия роли, Гарфилд объяснил: «Я вижу в этом огромный вызов во многих отношениях… Чтобы сделать это подлинным. Чтобы персонаж жил и дышал по новому. У зрителей уже есть отношения со многими различными воплощениями персонажа. И у меня в том числе. Я, наверно, буду тем парнем в кинотеатре, который выкрикивает оскорбления в свой адрес. Но я должен отпустить это. Пути назад нет. И мне не хотелось бы». Макс Чарльз играет в фильме молодого Питера Паркера; Уэбб заявил, что молодой Питер был нужен, чтобы «объяснить происхождение Питера Паркера», а не только Человека-паука.
Получив роль, Гарфилд изучал движения спортсменов и пауков и пытался интегрировать их, сказав, что Паркер — «мальчик/паук с точки зрения того, как он двигается, и не только в костюме». Для этой роли он занимался йогой и пилатесом, чтобы быть как можно более гибким. Когда Гарфилд впервые надел свой костюм, он признался, что он разрыдался и пытался представить себе «актёра получше в костюме», который он описал как «неудобный», и признался, что он под костюмом ничего не носил, так как он плотно облегал кожу. Гарфилд также самостоятельно исполнял некоторые из трюков в фильме. Во время съёмок Гарфилд объяснил, что у него было четыре месяца тренировок, и он описал исполнение своих трюков как ужасно сложные и изнурительные. Кинопродюсер Ави Арад объяснил, что «Эндрю не только блестящий актёр, но и спортсмен. Это дало нам возможность попробовать с ним то, что, если бы это было не так, было бы почти невозможно».
После выхода «Нового Человека-паука 2», Гарфилда якобы освободили от роли после того, как он не появился на решающем выступлении, согласно документам, опубликованным после взлома Sony Pictures. Среди других причин назывались творческие разногласия с руководством Sony Pictures и неспособность адаптироваться к Голливудской культуре. Кроме того, фильм получил смешанные отзывы и низкие кассовые сборы для франшизы. После того, как просочившаяся информация указала на переговоры между Sony и Marvel Studios об интегрировании Человека-паука в Кинематографическую вселенную Marvel, в начале 2015 года между двумя студиями была достигнута сделка, чтобы сделать это официально, результативно отменяя франшизу «Новый Человек-паук».
Несмотря на перезапуск серии фильмов о Человеке-пауке, Гарфилд вновь исполняет свою роль в фильме «Человек-паук: Нет пути домой» (2021), действие которого разворачивается в КВМ, появляясь вместе с персонажем Магуайра в качестве вспомогательного персонажа для новой итерации Человека-паука в КВМ, роль которого исполняет Том Холланд. В 2020 году сообщалось, что Гарфилд вновь исполнит роль своей версии Питера Паркера наряду с другими кинематографическими итерациями персонажа в третьем фильме КВМ про Человека-паука; однако, ни Sony, ни Marvel Studios ни разу не подтверждали эти сообщения, а Холланд и Гарфилд и несколько раз публично опровергали их.

### Способности и дизайн костюма
В отличие от Человека-паука из предыдущей серии фильмов, эта версия персонажа не может стрелять органической паутиной из своих рук, но полагается на механические веб-шутеры, прикреплённые к своему костюму, который он сам разработал. Уэбб объяснил, что, по его мнению, «веб-шутеры смогли драматизировать интеллект Питера». Однако, как и у всех других версий персонажа, у него всё ещё есть сверхчеловеческие физические способности, рефлексы и чувства, и он также способен ползать по стенам.
В процессе проектирования спандексного костюма Человека-паука, используемого в «Новом Человеке-пауке», был сделан акцент на том, чтобы сделать костюм более похожим на работу старшеклассника. Уэбб обратил внимание на вопрос «Как бы это сделал ребёнок?» и затем проявил немного фантазии, например, используя линзы от солнцезащитных очков в качестве глаз. Уэбб объяснил, что он и съёмочная группа «хотели создать дизайн, который сделал бы тело более длинным и гибким, больше похожим на акробата, кого-то невероятно ловкого, а ноги паука [символ на груди] были чем-то таким, что мы использовали, чтобы подчеркнуть это». Он раскрыл, что в фильме используются различные костюмы для различных условий освещения. Они сделали паутину на костюме немного темнее. Костюм был более обтекаемым в «Новом Человеке-пауке 2», подчёркивая обновления, предположительно сделанные Питером и Гвен. Изменения включали в себя большие линзы в маске и модифицированные веб-шутеры; также некоторые модификации позволяли Гарфилду пользоваться туалетом, находясь в костюме.

## Характеристика и анализ
Как показано в «Новом Человеке-пауке» и его продолжении, Питер описывается как «высокомерный, непонятый аутсайдер», а также как «умный и симпатичный нахал с затаённой подростковой тоской», по сравнению с «серьёзным» и «придурковатым» исполнением персонажа Тоби Магуайра. Он показан как интеллектуально одарённый, технологически опытный и смекалистый, способный взломать компьютерные системы и создать свои собственные веб-шутеры после кражи канистр генетически модифицированной паутины из «Oscorp» и вспомнить сложное уравнение, над которым работал его отец. У него также есть язвительное, саркастическое и остроумное чувство юмора, и он шутит и унижает преступников издевательскими оскорблениями и невозмутимыми репликами; во время своей первой официальной ночи в качестве супергероя он подшучивал над угонщиком автомобилей. Когда он не дурачится с преступниками и суперзлодеями, он решителен и отважен и, несмотря на некоторые первоначальные колебания и после переосмысления цели своего мстительного альтер эго, решает использовать свои сверхспособности в законных альтруистических целях и помогать другим нуждающимся; например, столкнувшись с выбором, он решает защитить невинных, спасая сына мужчины, Джека, а не гонятся за Ящером. В отличие от других версий персонажа, в фильме Питер является скейтбордистом, что, по словам Марка Уэбба, снижает страх Питера во время полётов на паутине.
Уэбб описал «Нового Человека-паука» как «историю о ребёнке, который растёт в поисках своего отца и находит себя». И Уэбб, и Гарфилд описали Паркера как аутсайдера по собственному выбору, к которому трудно подобраться. Как и в ранних комиксах, персонаж — «научный гений. Если вы вспомните ранние комиксы Стэна Ли и Стива Дитко, то он — ботаник в больших очках», сказал Уэбб. Он объяснил: «Представление о том, кто такой ботаник, изменилось за 40-50 лет. Ботаники правят миром. Эндрю Гарфилд снялся в фильме [под названием „Социальная сеть“] об этом… Что было важно в этих ранних комиксах, так это то, что Питер Паркер — это аутсайдер и как мы определяем это в современном контексте».
Гарфилд сравнил фасад своего Человека-паука с метафорой интернет-анонимности, сказав: «Вы чувствуете силу этого, силу невидимости, силу маски. Питер становится остроумным, когда у него есть этот защитный слой. Как будто он на доске объявлений. В этом костюме у него есть анонимность интернета, и он может говорить всё, что ему заблагорассудится, и ему может сойти с рук всё, что угодно». Гарфилд пытался исследовать Паркера как сироту, которого он считает «самым сильным человеком на планете». Он сказал, что Паркер — «человеческий герой, [который] проходит через все те же трудности, что и мы все, особенно тощие, [которые] хотят больше власти, чем та, что у них есть». Он считает, что Паркер представляет собой «очень вдохновляющий характер, который символизирует доброту — и как трудно быть хорошим — но как это того стоит».
Рис Иванс, который исполняет роль доктора Курта Коннорса / Ящера в «Новом Человеке-пауке», сравнил фильм с «Гамлетом» Уильяма Шекспира на том основании, что Человека-паука можно переделывать снова и снова по-разному. Он чувствовал, что они похожи в том, что они оба представляют собой значимых архетипичных молодых людей, справляющихся с потерей отца. Критики, такие как Клаудия Пуиг из «USA Today», чувствовали, что персонаж Гарфилда в качестве супергероя «воплощает зануду Паркера, страдающего подростка-сироту и дерзкого супергероя в равных дозах». Бойд Хойдж из «Variety» отметил, что из персонажа Гарфилда в качестве Человека-паука получился интересный герой в фильме из-за того, как он рано устанавливает то, что боли роста Питера, наряду с его поиском идентичности, являются общими для любого подростка, и что «в его борьбу входят реальные люди — и реальные жизни».

## Появления

### Серия фильмов «Новый Человек-паук»

#### «Новый Человек-паук» (2012)
Питер впервые в фильме появляется шестилетним мальчиком, когда его отец Ричард Паркер высаживает его у дома дяди Бена и тёти Мэй после того, как он обнаружил, что его документы были разграблены. Ричард говорит сыну, что они с матерью вернутся после выполнения задания, но оба таинственно исчезают. Много лет спустя Питер стал старшеклассником в Мидтаунской средней научной школе в Нью-Йорке. Хотя он и не является одним из популярных учеников, он преуспевает в учёбе, но при этом его задирает школьный атлет Флэш Томпсон. После того как Гвен Стейси разнимает драку между Питером и Флэшем, в которой Флэш напал на Питера за то, что он защищал другого студента, Питер и Гвен начинают флиртовать друг с другом.
Обнаружив портфель с работами своего отца и получив поддержку от дяди Бена, Питер отыскивает коллегу своего отца, доктора Курта Коннорса. Питер незамедлительно ищет в интернете информацию о работе Ричарда и Коннорса, что приводит его к обнаружению гибели его родителей в авиакатастрофе. Питер проникает в «Oscorp», выдавая себя за одного из интернов, и находит однорукого доктора Коннорса после того, как натыкается на Гвен, которая на самом деле является там интерном. На Коннорса давит его начальник, доктор Ратха, чтобы он изобрёл лекарство для умирающего главы «Oscorp», Нормана Озборна, и Коннорс также хочет лекарство для самого себя, чтобы восстановить свою руку. После того, как Питеру удаётся проникнуть в биокабельную лабораторию, он из любопытства прикасается к паутине, в результате чего на него падают несколько генетически модифицированных пауков, один из которых кусает его в шею. По дороге домой в метро он обнаруживает, что развил в себе паучьи способности, такие как сверхсила, острые чувства, рефлексы, ловкость и скорость.
Позже Питер навещает Коннорса в его доме, говоря, что он является сыном Ричарда Паркера, и даёт Коннорсу «алгоритм скорости распада» своего отца, недостающую часть в экспериментах Коннорса по регенерации конечностей. В школе Питера наказывают после того, как он использовал свои новые способности, чтобы унизить Флэша. Его дядя меняет рабочие смены, чтобы встретиться с директором школы, и просит Питера проводить тётю Мэй домой в тот же вечер. Питер забывает об этом, так как он ушёл в «Oscorp», чтобы помочь Коннорсу регенерировать конечность лабораторной мыши с помощью новой сыворотки. Дома Питер спорит с Беном, и он уходит. В соседнем магазине кассир отказывается позволить Питеру купить молоко, когда у Питера не хватает двух центов. Когда вор внезапно совершает налёт на магазин, Питер позволяет ему сбежать. Во время поисков Питера Бен пытается остановить вора и погибает. Вор убегает, когда Питер находит Бена на тротуаре.
Гвен и Флэш утешают скорбящего Питера в школе на следующий день. Позже Питер использует свои новые способности, чтобы выследить преступников, соответствующих описанию убийцы, а позже решает создать маску, чтобы скрыть свою личность во время своих подвигов. Он создаёт костюм из спандекса и строит механические веб-шутеры из наручных часов, чтобы прикрепить их к своим запястьям, чтобы стрелять биокабельной «паутиной». Позже, за ужином с семьёй Гвен, у него происходит напряжённый разговор с её отцом, капитаном полиции Нью-Йорка Джорджем Стейси, о мотивах нового мстителя в маске. После ужина Питер раскрывает свою личность Гвен, и они целуются, прежде чем он предупреждён о ситуации на Вильямсбургском мосту. Переодевшись в костюм, Питер спасает множество машин и их пассажиров от сбрасывания их в реку Ящером, который на самом деле является доктором Коннорсом, ставший таким после использования сыворотки на себе. После этого Питер начинает называть себя «Человеком-пауком», вдохновившись помогать другим людям при помощи своих способностей.
Питер подозревает, что Коннорс является Ящером, и позже безуспешно противостоит Коннорсу в форме Ящера в канализации, оставив позади свою камеру. Коннорс узнаёт личность Питера по имени на камере и преследует его до Мидтаунской средней научной школы, где они дерутся. В ответ полиция начинает охоту на Человека-паука и Ящера. Коннорс направляется в «Oscorp», намереваясь распылить свою сыворотку по всему городу и превратить всех в ящеров, в то время как Гвен разрабатывает противоядие в лаборатории «Oscorp». Полиция загоняет Человека-паука в угол, и капитан Стейси обнаруживает, что это Питер, но позволяет ему сбежать, чтобы спасти Гвен. Поняв, что Человек-паук на их стороне, полиция и несколько крановщиков координируют свои действия, чтобы помочь раненому Человеку-пауку вовремя добраться до башни «Oscorp». Человеку-пауку удаётся заменить сыворотку Коннорса противоядием, возвращая Коннорсу человеческий облик, но перед этим Коннорс успел смертельно ранить капитана Стейси. Перед смертью капитан Стейси берёт с Питера обещание держаться подальше от Гвен ради её безопасности. Изначально он сдерживает обещание, но позже признаётся Гвен, что он «любит» нарушать обещания, намекая, что он будет продолжать видеться с ней.

#### «Новый Человек-паук: Высокое напряжение» (2014)
Два года спустя Питер, в качестве Человека-паука, помогает полиции Нью-Йорка преследовать преступников, укравших грузовик с плутонием, при этом пытаясь добраться до выпускного в средней школе. Он задерживает преступников во главе с гангстером Алексеем Сицевичем, прежде чем попасть на церемонию, где Гвен произносит речь в качестве выпускницы школы. Пара соглашается встретиться за ужином, после чего ей звонит мать, чтобы сделать семейное фото. Позже вечером Питер рассказывает Гвен о своих видениях её отца и настаивает на том, что он должен сдержать своё обещание, в результате чего они снова расстаются.
Питер навещает Гарри Озборна, своего друга детства, после смерти его отца Нормана. Позже той ночью Питер встречает Гвен в попытке сохранить дружбу, и Гвен говорит Питеру, что ей, возможно, придётся переехать в Англию, если она получит стипендию Оксфордского университета. Прежде чем они вдвоём смогут обсудить это, Макс Диллон, инженер-электрик, которого Человек-паук спас ранее, случайно отключает электричество на Таймс-сквер, ища электричество для самого себя, так как он мутировал в живой электрический генератор после инцидента с электрическими угрями. Человек-паук останавливает Диллона после битвы с участием полиции, и его доставляют институт Рэйвенкрофта, где его изучает и пытает немецкий учёный доктор Кафка.
Гарри начинает проявлять симптомы болезни своего отца и использует устройство, которое ему дал Норман, чтобы сделать вывод, что кровь Человека-паука может помочь спасти его. Он просит Питера помочь найти его, но Питер отказывается, не зная, какой эффект будет иметь переливание крови, опасаясь ещё одного инцидента, как в случае с доктором Коннорсом. Питер снова навещает Гарри, на этот раз в образе Человека-паука, но снова отказывается. Питер рассказывает Гвен об этой ситуации, и он также желает ей удачи. Питер использует информацию, оставленную своим отцом, чтобы найти видеосообщение, оставленное Ричардом. В нём Ричард объясняет, что ему пришлось покинуть Нью-Йорк, потому что он отказался позволить Норману Озборну использовать то, что они создали с его исследованиями для биологической войны, и что пауки, которые в конечном итоге укусили Питера, были созданы с помощью собственной ДНК Ричарда, тем самым объясняя, почему Питер является единственным успешным экземпляром «скрещивания видов», который был создан.
Когда мстительный Гарри начинает сговариваться с Диллоном, который теперь называет себя «Электро», Питер получает голосовое сообщение от Гвен, сообщающее ему, что ей предложили работу в Англии и она направляется в аэропорт, чтобы вылететь туда раньше, чем ожидалось. Питеру удаётся добраться до неё и он признаётся в своей любви к ней, и они оба соглашаются поехать в Англию вместе. Их прерывает обесточивание, вызванное Электро. Питер ведёт Гвен туда, где находится полиция, и Гвен помогает ему настроить его веб-шутеры, чтобы противодействовать Электро. Питер отправляется сражаться с Электро, у которого преимущество. Когда Электро начинает бить Человека-паука током, Гвен приезжает в полицейской машине и сбивает его, вопреки требованиям Питера. Они вдвоём побеждают и убивают Электро, перегружая его электроснабжение.
Сразу после этого появляется Гарри, теперь уже в качестве Зелёного гоблина, узнав личность Человека-паука и желая отомстить за то, что ему отказали в переливании крови. Гоблин хватает Гвен и бросает её там, где её ловит Человек-паук. Они оба сражаются на вершине часовой башни, и Человеку-пауку удаётся усмирить Гоблина. Однако во время боя Гвен падает и держится за паутину, соединённую с одной из шестерёнок. Затем Гарри оказывается побеждённым, но Гвен снова падает, и Питер пытается спасти Гвен, используя свою паутину. Хотя Питер успешно ловит её, она тем не менее умирает от удара головой о землю. Опустошённый своей неудачей спасти свою девушку, Питер заканчивает свою карьеру в качестве Человека-паука.
Проходит пять месяцев, а Человека-паука нигде не видно в Нью-Йорке, так как Питер проводит каждый день на могиле Гвен. Позже неизвестная команда людей освобождает Сицевича из тюрьмы. Вооружившись электромеханическим доспехом, Сицевич называет себя «Носорогом» и бесчинствует по улицам. Питер, вдохновившись повторным просмотром выпускной речи Гвен, вновь принимает на себя роль Человека-паука и противостоит Носорогу.
В альтернативной концовке этого фильма показано, как Питер встречает своего отца Ричарда на могиле Гвен, где Ричард, по-видимому, инсценировал свою смерть.

### Кинематографическая вселенная Marvel

#### «Человек-паук: Нет пути домой» (2021)
В 2024 году Питер (названный «Питером-3» во время событий фильма) случайно переносится в другую реальность из-за прерванной попытки Доктора Стивена Стрэнджа наложить заклинание и восстановить секретную личность Питера Паркера из этой вселенной (названного «Питером-1») после того, как его личность раскрыл Квентин Бек. Без ведома Питера, Курт Коннорс (перенесённый из момента, когда он мутировал в Ящера) и Макс Диллон (перенесённый за несколько мгновений до его смерти) из его вселенной также были перенесены в эту вселенную среди других злодеев. Находясь там, Питер обнаруживает другую версию себя, перенесённую из другой вселенной (получившая название «Питер-2»), который помогает ему утешить Питера-1 после смерти его тёти Мэй. Он рассказывает, что после смерти Гвен он стал рассерженным и более жёстким, становясь всё больше Человеком-пауком и всё меньше Питером Паркером. Питер, однако, счастлив сблизиться со своими альтернативными версиями, когда они вылечивают злодеев и спасают их от смерти, с которой они могли бы столкнуться в их собственных вселенных. Питер достигает момента духовного искупления за смерть Гвен, спасая Эм-Джей, девушку Питера-1, от падения со Статуи Свободы. Победив и вылечив всех злодеев и помирившись с Диллоном, Питер прощается со альтернативными версиями самого себя и возвращается в свою вселенную более счастливым и довольным человеком.

## Появление в комиксах

### Комиксы Marvel Infinite
Действие комиксов происходит в промежутке между событиями обоих фильмов, и они исследуют Питера, который взял задание от Джея Джоны Джеймсона из «The Daily Bugle» сфотографировать Человека-паука и поддерживает дружбу с Гвен после их первоначального расставания, и он также переделывает костюм вместе с ней после того, как его первый костюм был повреждён турбиной.

### Мейнстримовое продолжение
Хотя он не появляется, эта версия Питера Паркера упоминается в сюжетной линии Marvel Comics «Паучий мир», в которой есть много версий персонажа из множества вселенных. Человек-паук Эндрю Гарфилда упоминается как «парень из „Социальной сети“».

## В других медиа

### Фильмы
- Благодаря переговорам Гарфилд был открыт возможности появиться в роли Человека-паука в фильмах спин-оффах «Зловещая шестёрка» и «Веном», если бы они были разработаны. Хотя изначально он не был уверен в этом, он также рассматривал возможность участия в четвёртой основной части серии, прежде чем полностью оставить роль до соглашения Sony и Marvel Studios в 2015 году.
- До решения Sony в 2015 году сотрудничать с Marvel Studios и перезапустить персонажа Человека-паука в Кинематографической вселенной Marvel, Sony, как сообщалось, также рассматривала возможность создания фильма-кроссовера между Человеком-пауком Гарфилда и версией персонажа, которого сыграл Тоби Магуайр в трилогии «Человек-паук» Сэма Рэйми, и, как сообщается, самого Рэйми попросили снять его. Однако это так и не осуществилось[48].
- Неиспользованная сцена с участием версии Человека-паука Гарфилда, наряду с версиями Тоби Магуайра и Тома Холланда в фильме «Человек-паук: Через вселенные», была удалена из финальной версии фильма[49].
- Архивные кадры с Эндрю Гарфилдом из фильма «Новый Человек-паук» использованы в фильме «Человек-паук: Паутина вселенных».

### Видеоигры
- Эта версия Питера Паркера / Человека-паука появляется в игре «The Amazing Spider-Man», где его озвучивал Сэм Ригель. Игра является продолжением фильма, действия происходят через несколько месяцев. Питер вступает в конфликт с недавно сбежавшими «скрещёнными видами» и Алистером Смайтом, заменяющим доктора Коннорса в «Oscorp», и при всём этом занимаясь обустройством дома в городе для старого друга по имени Стэн.
- В «The Amazing Spider-Man 2» присутствует та же версия персонажа, которая была в её предшественнике, и эту версию вновь озвучил Сэм Ригель. Сюжет игры вольно основан на фильме, но не повторяет его и включает в себя множество других персонажей и противников, таких как Шокер, Чёрная кошка, Крейвен-охотник, Кингпин и Карнаж.
- В блоге PlayStation, рекламирующем PlayStation 5, Insomniac Games подтвердило, что костюмы из фильмов «Новый Человек-паук» появятся в «Marvel’s Spider-Man» через бесплатное обновление на PS4, и они также будут включены в Ремастированное издание для PS5 12 ноября 2020 года[50].

## Реакция
Интерпретация Человека-паука Эндрю Гарфилдом считалась одним из лучших моментов как «Нового Человека-паука», так и его продолжения, и критики назвали итерацию персонажа «недооценённой» в ретроспективе. Рецензенты фильма высоко оценили реалистичное изображение Питера Паркера, а Роджер Эберт заявил, что перезапуск дал Питеру более веские причины взять на себя роль супергероя, даже если историю происхождения не нужно было рассказывать ещё раз. Кроме того, также высоко были оценены язвительный юмор Человека-паука в исполнении Гарфилда и химия с его коллегой Эммой Стоун. Мэри Ф. Полс из журнала «Time» сказала, что, несмотря на то, что история была знакома, Гарфилд и Уэбб сделали её «убедительно свежей и захватывающей». В фильме «Новый Человек-паук: Высокое напряжение» Гарфилд получил похвалу за свою эмоциональную игру, несмотря на критику в адрес запутанного сюжета фильма.
В августе 2020 года Эрик Айзенберг из «CinemaBlend» назвал серию Марка Уэбба «средним ребёнком» из фильмов о Человеке-пауке по сравнению с трилогией Сэма Рэйми и включением Человека-паука в Кинематографическую вселенную Marvel, и что Гарфилд был «жертвой обстоятельств». Он также отметил, что фильмы показали технологическое мастерство Питера Паркера более глубоко, чем предыдущая трилогия. Однако он назвал итерацию Гарфилда «слишком крутой» для Питера Паркера, назвав его «бунтарём со скейтбордом», в отличие от ботаника, обычно ассоциирующегося с этим персонажем. В 2017 году, после второго перезапуска с Томом Холландом в роли персонажа в КВМ, Ник Филпотт из CBR.com поставил итерацию Гарфилда на второе место в списке лучшего исполнения роли Человека-паука, на два места опередив Тоби Магуайра и сразу став за Холландом. Человек-паук Эндрю Гарфилда занял 7-е место по результатам опроса IGN о том, кто является «самым удивительным и невероятным Человеком-пауком из всех существующих».

### Движение #MakeTASM3
Появление Гарфилда в «Нет пути домой» было встречено весьма позитивно как фанатами, так и критиками. Впоследствии в Твиттере началась фанатская кампания с использованием хештега #MakeTASM3, призывающая Sony выпустить третий фильм из серии «Новый Человек-паук», в котором Гарфилд вновь исполнил бы свою роль. Как хештег (с 86 000 твитами), так и имя Гарфилда (302 000 твитов) были в тренде в Твиттере во время премьерного уик-энда «Нет пути домой». Некоторые предположили, что фильмы серии «Новый Человек-паук» будут адаптированы, чтобы стать частью Вселенной Человека-паука от Sony, с предложением, чтобы Человек-паук Гарфилда сражался с Веномом в будущем фильме, основываясь на разговоре в «Нет пути домой», в котором Питер Паркер Гарфилда жалуется, что версии Паркера Магуайра и Холланда сражались с инопланетянами, а он нет.